# Hitachinaka
Hitachinaka (ひたちなか市 -shi) é uma cidade japonesa localizada na província de Ibaraki.
Em 2020, a cidade tinha uma população estimada em 154.663 habitantes em 64.900 domicílios e uma densidade populacional de 1.547 h/km². A área total da cidade é de 99.96 km²
Recebeu o estatuto de cidade a 1 de Novembro de 1994.

## Geografia
Hitachinaka está localizada ligeiramente a nordeste da província central de Ibaraki e a leste da capital, Mito. Consiste em uma área de baixa topografia ao redor do Rio Naka no sul e na costa do Oceano Pacífico no leste.

## Municípios vizinhos

### Prefeitura de Ibaraki
- Tokai
- Naka
- Mito
- Oarai

## Clima
Hitachinaka tem um clima continental úmido (Köppen Cfa) caracterizado por verões quentes e invernos frios com neve leve. A temperatura média anual em Hitachinaka é de 13,8 °C. A média anual de chuvas é de 1415 mm com setembro como o mês mais úmido. As temperaturas são mais altas em média em agosto, em torno de 25,2 °C, e as mais baixas em janeiro, em torno de 3,4 °C.

## Demografia
De acordo com os dados do censo japonês, a população de Hitachinaka aumentou de forma constante ao longo do século passado.

## História
As cidades de Hiraiso e Minato, bem como a vila de Katsuta foram criadas dentro do Distrito de Naka com a criação do moderno sistema de municípios em 1º de abril de 1889. Minato foi renomeado Nakaminato em 1938. Nakaminato tinha a indústria da pesca comercial como sua principal indústria, mas a área rapidamente se desenvolveu em uma cidade polo industrial da Hitachi, Katsuta foi elevada ao status de cidade em 1940. Durante a Segunda Guerra Mundial, a área foi sujeita a ataques aéreos e bombardeios por navios de guerra aliados devido às suas inúmeras fábricas que produzem materiais relacionados à guerra. Em 31 de março de 1954, as cidades de Nakaminato e Hiraiso fundiram-se, formando a cidade de Nakaminato. Katsuta foi elevado ao status de cidade em 1º de novembro do mesmo ano. As duas cidades fundiram-se em 1 de novembro de 1994, para formar a cidade de Hitachinaka.

## Economia
Hitachinaka desenvolveu-se principalmente como uma cidade polo industrial para fábricas do grupo Hitachi que continua sendo o principal empregador. As indústrias secundárias incluem pesca comercial, agricultura e turismo sazonal.

## Transporte

### Ferrovias
- JR East –Linha Jōban
- JR East – Linha Suigun
- Ferrovia Hitachinaka Seaside – Linha Minato

### Rodovias
- Rota Nacional 6
- Rota Nacional 245
- Estrada Hitachinaka
- Estrada Higashi-Mito

## Atrações turísticas
- Parque Hitachi Seaside
- Estádio Hitachinaka City Athletic
- Estádio de Beisebol Hitachinaka
- Praia de Ajigaura
- Praia de Hiraiso
- Torazuka Kofun, Local Histórico Nacional

## Galeria de Imagens

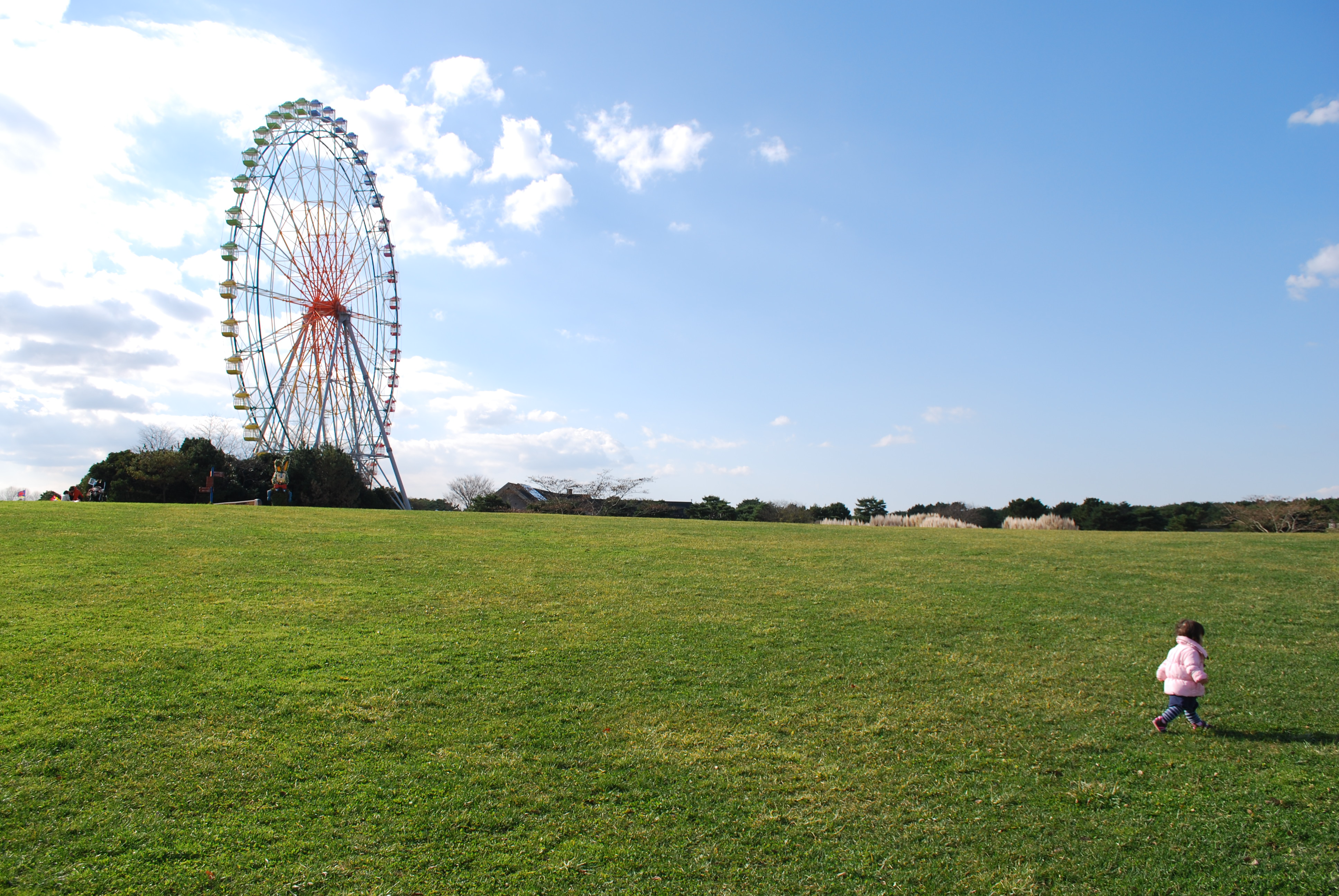
Parque Hitachi Seaside.
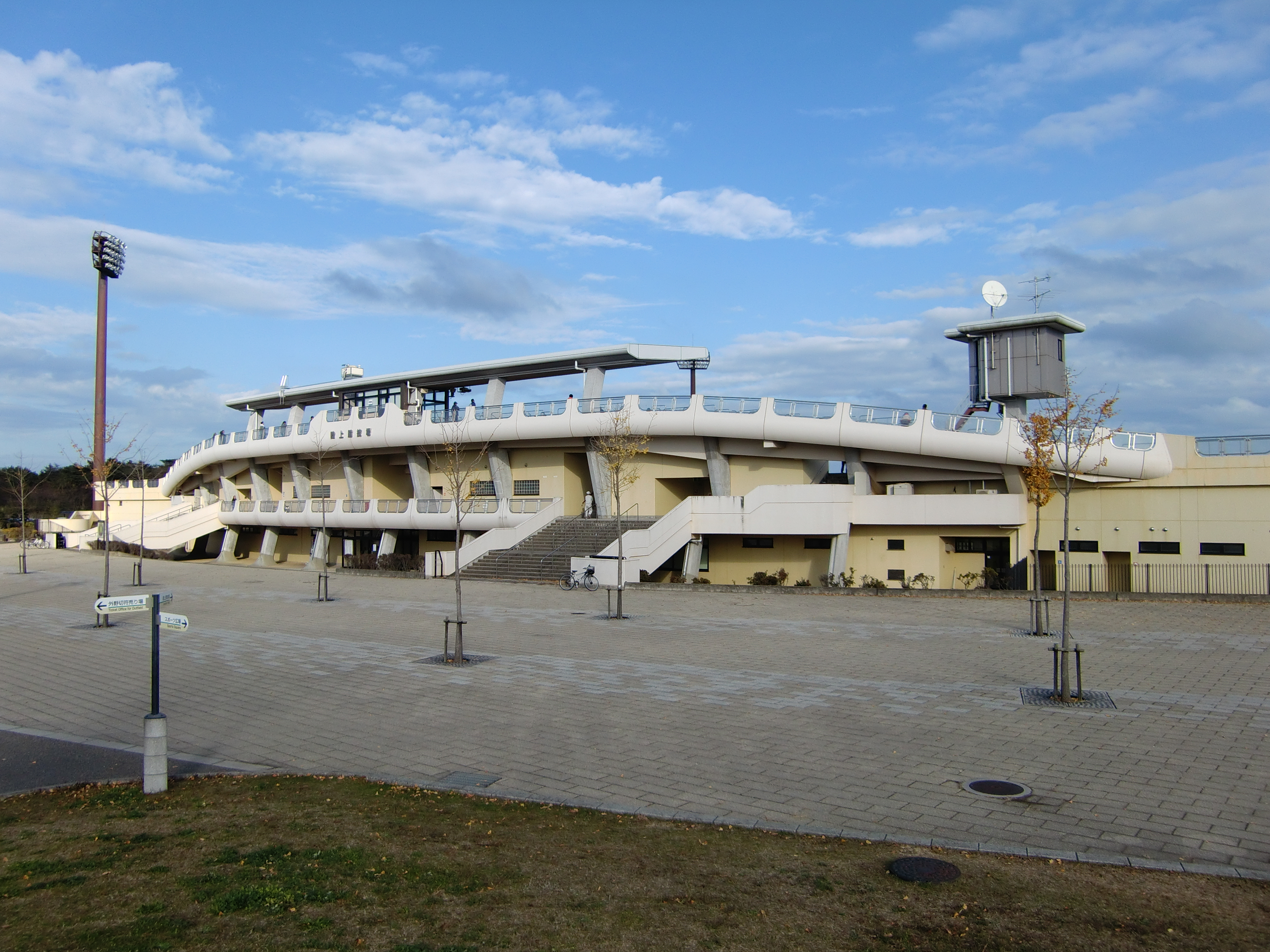
Estádio Hitachinaka City Athletic.
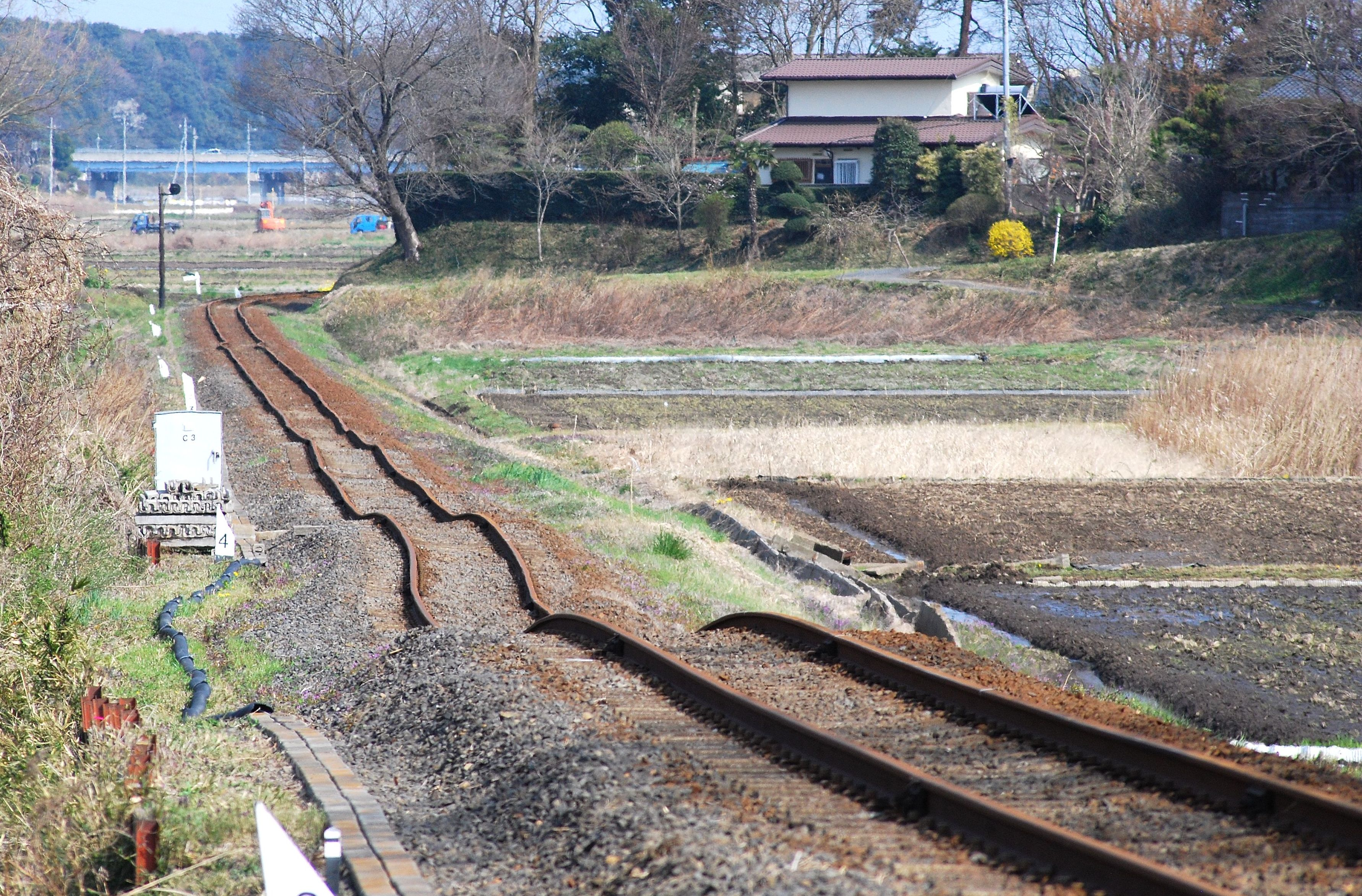
Linha férrea em Hitachinaka após um terremoto.
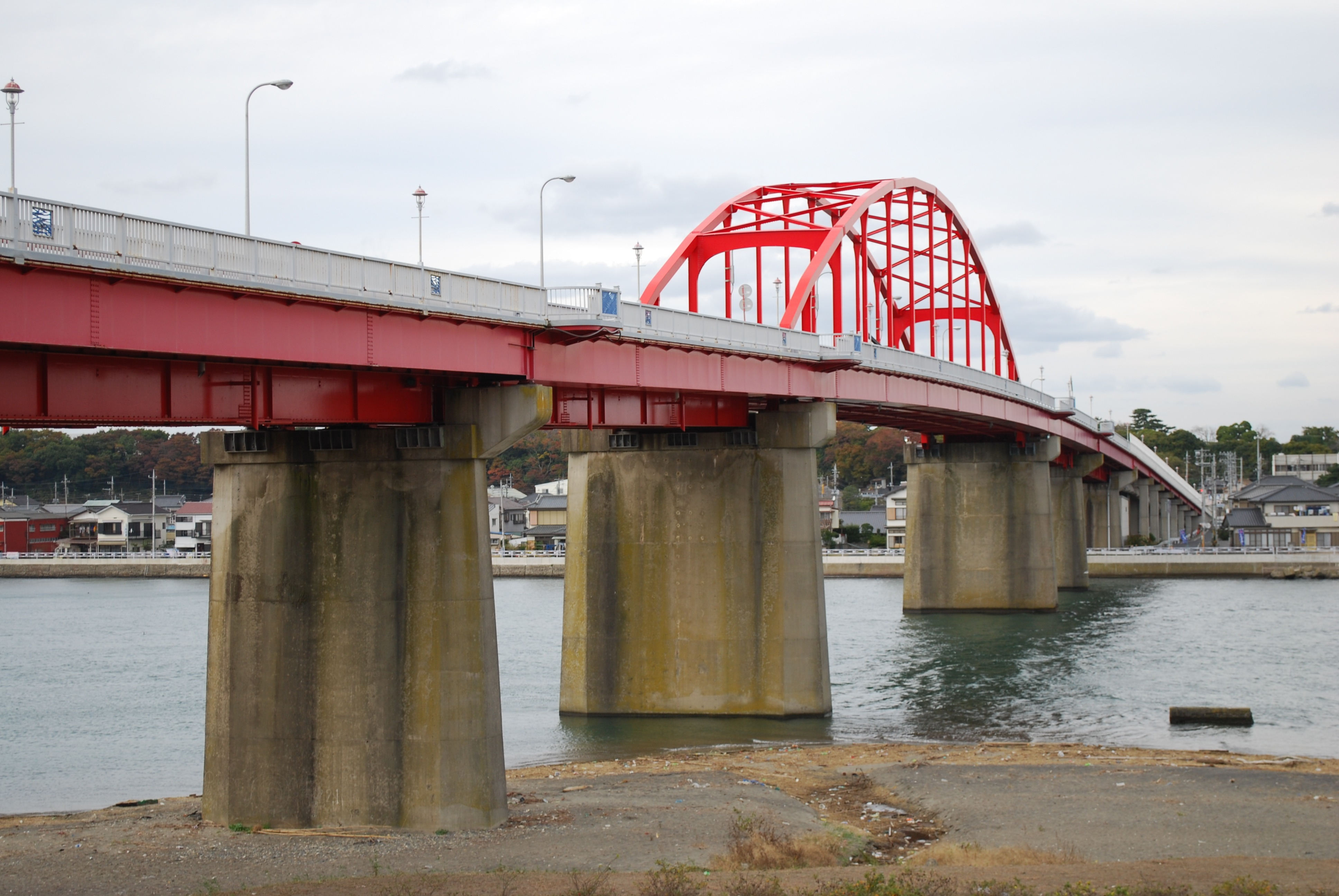
Ponte Kaimon.
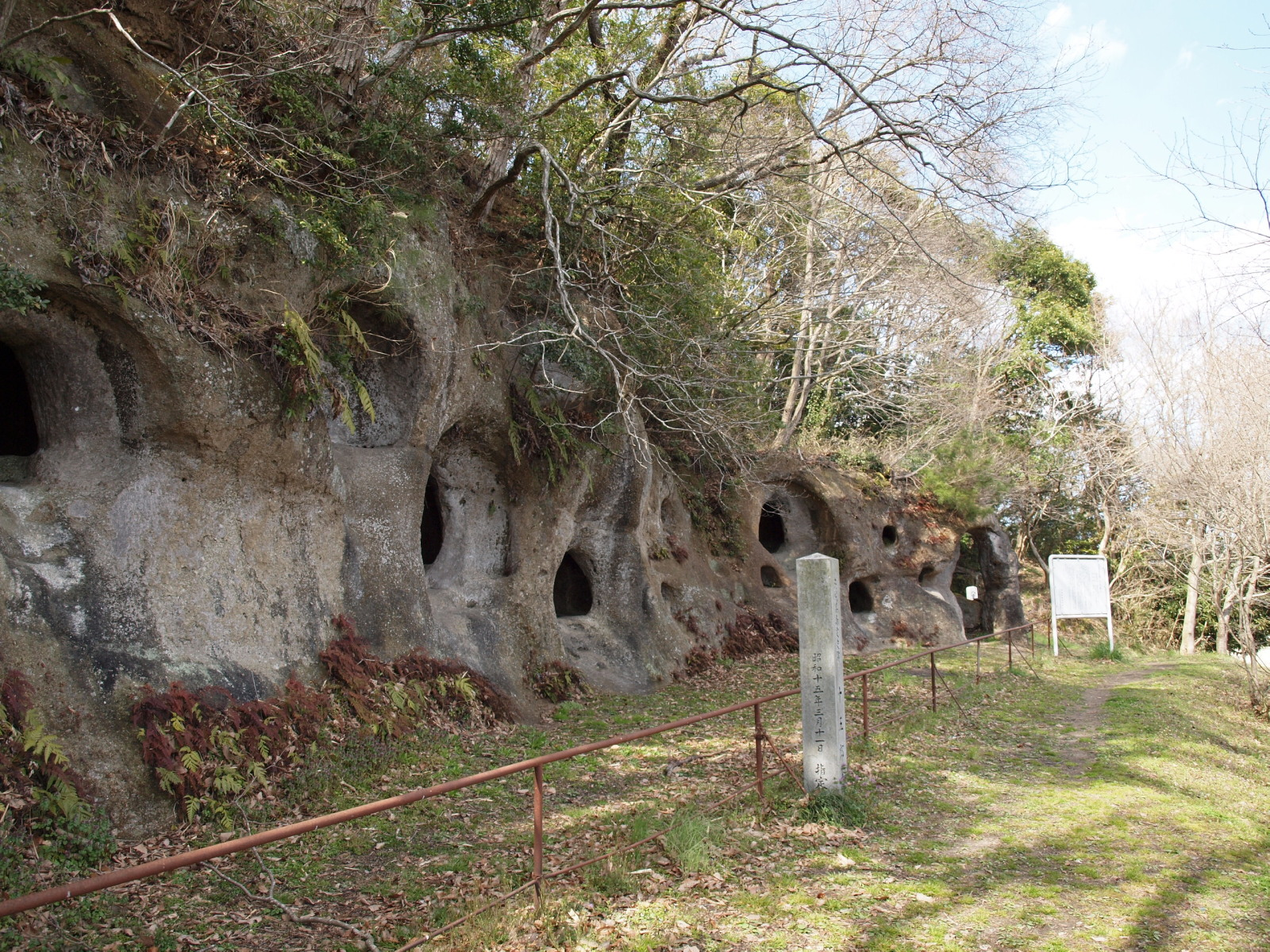
Jugoroana‎, tumbas escavadas na rocha em Hitachinaka.